# Michael Rösch
Michael Rösch (ur. 4 maja 1983 w Pirnie) – biathlonista niemiecki, od sezonu 2013/2014 reprezentant Belgii, mistrz olimpijski, trzykrotny medalista mistrzostw świata.

## Życiorys
Jest synem Eberharda, reprezentanta NRD w biathlonie, dwukrotnie klasyfikowanego w czołowej trójce klasyfikacji Pucharu Świata, mistrza świata w sztafecie. Kontynuując tradycje rodzinne Michael Rösch rozpoczął treningi biatlonowe w wieku 9 lat i znalazł się w kadrze juniorskiej Niemiec, sięgając po cztery tytuły mistrza świata juniorów: w sztafecie na MŚJ w Chanty-Mansyjsku (2001), MŚJ w Ridnaun (2002) i MŚJ w Haute Maurienne (2004) oraz w sprincie na MŚJ w Kościelisku (2003).
W Pucharze Świata zadebiutował 27 lutego 2004 roku w Lake Placid, zajmując 45. miejsce w sprincie. Pierwsze punkty wywalczył dwa dni później, zajmując 30. miejsce w biegu pościgowym. Na podium zawodów tego cyklu po raz pierwszy stanął 15 grudnia 2005 roku w Osrblie, kończąc rywalizację w biegu indywidualnym na trzeciej pozycji. Wyprzedzili go jego rodak Sven Fischer i Rosjanin Maksim Czudow. W kolejnych startach jeszcze osiem razy stawał na podium, odnosząc dwa zwycięstwa: 15 stycznia 2006 roku w Ruhpolding wygrał bieg pościgowy, a 15 marca 2007 roku w Chanty-Mansyjsku był najlepszy w sprincie. Najlepsze wyniki osiągnął w sezonie 2005/2006, kiedy zajął piąte miejsce w klasyfikacji generalnej.
Dzięki rezultatom z początku sezonu 2005/2006 znalazł się w niemieckiej kadrze na igrzyska olimpijskie w Turynie, gdzie wraz z Michaelem Greisem, Ricco Großem i Svenem Fischerem zdobył złoty medal w sztafecie. W startach indywidualnych zajął 10. miejsce w biegu masowym i 42. w biegu indywidualnym.
W 2007 roku Groß, Rösch, Fischer i Greis zdobyli brązowy medal w sztafecie podczas mistrzostw świata w Anterselvie. Wynik ten Niemcy z Röschem w składzie powtórzyli na mistrzostwach świata w Östersund w 2008 roku i rozgrywanych rok później 	mistrzostwach świata w Pjongczang. Zajął także czwarte miejsce w sztafecie mieszanej podczas mistrzostw świata w Pokljuce w 2006 roku, startując z Andreasem Birnbacherem, Kati Wilhelm i Andreą Henkel. Był też między innymi piąty w sprincie na MŚ 2008 i w biegu pościgowym podczas MŚ 2009.

## Osiągnięcia

### Zimowe igrzyska olimpijskie
| Rok  | Miejscowość | Konkurencje | Konkurencje | Konkurencje | Konkurencje | Konkurencje | Konkurencje | Konkurencje |
| Rok  | Miejscowość | IN          | SP          | PU          | MS          | RL          | MR          | SR          |
| ---- | ----------- | ----------- | ----------- | ----------- | ----------- | ----------- | ----------- | ----------- |
| 2006 | Turyn       | 42.         | –           | –           | 10.         | 1.          | nd.         | –           |
| 2018 | Pjongczang  | 75.         | 38.         | 23.         | –           | –           | –           | –           |

### Mistrzostwa świata
| Rok  | Miejscowość | Konkurencje | Konkurencje | Konkurencje | Konkurencje | Konkurencje | Konkurencje | Konkurencje |
| Rok  | Miejscowość | IN          | SP          | PU          | MS          | RL          | MR          | SR          |
| ---- | ----------- | ----------- | ----------- | ----------- | ----------- | ----------- | ----------- | ----------- |
| 2006 | Pokljuka    | nd.         | nd.         | nd.         | nd.         | nd.         | 4.          | –           |
| 2007 | Anterselva  | –           | 18.         | 23.         | 10.         | 3.          | nd.         | –           |
| 2008 | Östersund   | 25.         | 5.          | 7.          | 28.         | 3.          | –           | –           |
| 2009 | Pjongczang  | 18.         | 14.         | 9.          | 5.          | 3.          | –           | –           |
| 2015 | Kontiolahti | 13.         | 21.         | 23.         | 26.         | –           | –           | –           |
| 2016 | Oslo        | 45.         | 80.         | –           | –           | 24.         | –           | –           |
| 2017 | Hochfilzen  | 55.         | 51.         | 31.         | –           | –           | –           | –           |

### Mistrzostwa świata juniorów
| Rok  | Miejscowość     | Konkurencje | Konkurencje | Konkurencje | Konkurencje | Konkurencje | Konkurencje | Konkurencje |
| Rok  | Miejscowość     | IN          | SP          | PU          | MS          | RL          | MR          | SR          |
| ---- | --------------- | ----------- | ----------- | ----------- | ----------- | ----------- | ----------- | ----------- |
| 2001 | Chanty-Mansyjsk | –           | 9.          | 8.          | nd.         | 1.          | nd.         | –           |
| 2002 | Val Ridanna     | 2.          | 24.         | 4.          | nd.         | 1.          | nd.         | –           |
| 2003 | Kościelisko     | 33.         | 1.          | 8.          | nd.         | 2.          | nd.         | –           |
| 2004 | Haute Maurienne | 9.          | 2.          | 2.          | nd.         | 1.          | nd.         | –           |

### Puchar Świata

#### Miejsca w klasyfikacji generalnej
| Sezon     | Miejsce |
| --------- | ------- |
| 2003/2004 | 51.     |
| 2004/2005 | 49.     |
| 2005/2006 | 5.      |
| 2006/2007 | 11.     |
| 2007/2008 | 11.     |
| 2008/2009 | 16.     |
| 2009/2010 | 76.     |
| 2011/2012 | 50.     |
| 2014/2015 | 50.     |
| 2016/2017 | 33.     |
| 2017/2018 | 63.     |
| 2018/2019 | –       |

#### Miejsca na podium chronologicznie
| Lp. | Dzień       | Rok  | Miejscowość     | Konkurencja                | Lokata | Pudła   | Czas biegu | Strata  | Zwycięzca           |
| --- | ----------- | ---- | --------------- | -------------------------- | ------ | ------- | ---------- | ------- | ------------------- |
| 1.  | 15 grudnia  | 2005 | Osrblie         | Bieg indywidualny na 20 km | 3.     | 0+0+1+0 | 46:01,5    | +1:43,9 | Sven Fischer        |
| 2.  | 16 grudnia  | 2005 | Osrblie         | Sprint na 10 km            | 2.     | 0+0     | 26:52,7    | +5,5    | Alexander Wolf      |
| 3.  | 18 grudnia  | 2005 | Osrblie         | Bieg pościgowy na 12,5 km  | 3.     | 0+0+1+2 | 33:46,7    | +26,4   | Sven Fischer        |
| 4.  | 14 stycznia | 2006 | Ruhpolding      | Sprint na 10 km            | 2.     | 0+0     | 25:03,5    | +3,8    | Frode Andresen      |
| 5.  | 15 stycznia | 2006 | Ruhpolding      | Bieg pościgowy na 12,5 km  | 1.     | 0+1+2+0 | 39:08,4    | –       | –                   |
| 6.  | 16 grudnia  | 2006 | Hochfilzen      | Sprint na 10 km            | 2.     | 0+0     | 24:34,0    | +0,9    | Raphaël Poirée      |
| 7.  | 15 marca    | 2007 | Chanty-Mansyjsk | Sprint na 10 km            | 1.     | 1+0     | 27:00,5    | –       | –                   |
| 8.  | 13 marca    | 2008 | Oslo            | Sprint na 10 km            | 2.     | 0+0     | 25:19,9    | +24,5   | Emil Hegle Svendsen |
| 9.  | 10 stycznia | 2009 | Oberhof         | Sprint na 10 km            | 2.     | 0+0     | 25:49,5    | +12,7   | Maksim Czudow       |